# Ibu
Ibu war ein altägyptischer Beamter des Mittleren Reiches. Er war „Bürgermeister“ (ḥ3tj-ˁ) und „Priestervorsteher“ (Jmj-r3-ḥmw-nṯr) in Qau el-Kebir in der 12. Dynastie, wahrscheinlich unter Amenemhet II. Ibu ist von seinem Grab in Qaw el-Kebir bekannt, bei dem es sich um eines der größten privaten Grabanlagen des Mittleren Reiches handelte. Das Grab hatte einen Taltempel, einen Aufweg und einen Kulttempel mit mehreren Kammern, die in den örtlichen Fels gehauen sind. Die Grabanlage war reich mit Reliefs und Statuen dekoriert. Die Fragmente der Statuen gehören zu den besten des Mittleren Reiches. Ibu wurde in einem reich dekorierten Sarkophag bestattet, der mit einer Palastfassade dekoriert ist. Auch dieser Sarkophag ist wegen seiner reichen Dekoration einmalig im Mittleren Reich.